# 히트 (1995년 영화)
《히트》(Heat)는 1995년 개봉한 마이클 만이 감독하고, 알 파치노, 로버트 드 니로가 주연한 액션, 범죄 영화이다.
LA 강력계 형사인 '빈센트 해나' 와 프로 범죄자인 '닐 매콜리'간의 대결을 다루었다.

## 줄거리
닐 맥컬리는 로스앤젤레스에 거주하는 전문 강도이다. 그는 오른팔 크리스 시헐리스, 집행자 마이클 체리토, 운전사 길버트 트레호, 새로 고용한 웨인그로와 함께 장갑차에서 160만 달러 상당의 무기명채권을 강탈한다. 강도질 도중 웨인그로가 아무 이유 없이 경비원을 살해하고, 이에 일당은 나머지 경비원 두 명을 제거할 수밖에 없게 된다. 맥컬리는 경비원들의 죽음에 대한 보복으로 웨인그로를 죽이려 하지만, 그는 도주한다. 맥컬리는 웨인그로가 연쇄 강간범이자 살인범이라는 사실을 모른다.
로스앤젤레스 경찰국 빈센트 한나 경위와 그의 팀(보스코, 드러커, 카살스, 슈워츠 형사)은 강도 사건을 수사한다. 헌신적인 법집행관이자 전 미국 해병대원인 한나는 세 번째 아내 저스틴과 관계가 소원하며, 의붓딸 로렌과도 소통하는 데 어려움을 겪는다. 고독한 삶을 사는 맥컬리는 그래픽 디자이너 이디와 관계를 시작한다. 둘은 사회로부터의 상호 고립이라는 공통점으로 유대감을 형성한다.
맥컬리의 장물아비 네이트는 훔친 채권을 원래 주인인 돈세탁업자 로저 반 잔트에게 팔라고 제안한다. 반 잔트는 동의하는 척하지만, 대신 매복을 준비한다. 함정을 예상한 맥컬리와 그의 일당은 역매복을 하고 살인자들을 죽인다. 그 후, 맥컬리는 반 잔트에게 복수할 것이라고 위협한다. 로스앤젤레스 경찰국의 정보제공자가 체리토를 강도 사건과 연결시키고, 한나의 팀은 그를 감시하기 시작하며, 나머지 일당과 그들의 다음 목표인 귀금속 보관소를 식별한다. 팀은 보관소를 잠복 감시하다가 침입하지만, 부주의한 경찰관이 소음을 내자 맥컬리는 강도 행위를 중단한다. 한나는 주거 침입 혐의로 그들을 체포하기를 거부하는데, 이는 혐의가 경범죄로 낮아질 것이라고 생각하기 때문이다.
맥컬리의 일당은 마지막으로 1,220만 달러 규모의 은행 강도질을 하기로 합의한다. 한나는 맥컬리를 추적하여 105번 고속도로에서 그를 멈춰 세우고 커피를 마시자고 제안한다. 그들은 각자의 직업에 대한 헌신과 개인 생활의 한계에 대해 논의한다. 한나는 실패하는 결혼 생활을 설명하고, 맥컬리는 자신도 비슷하게 고립되어 있다고 털어놓는다. 한나는 자신이 겪은 모든 죽은 시체들이 큰 연회 테이블에 앉아 있는 것을 보는 반복되는 악몽에 대해 이야기하고, 맥컬리는 자신이 익사하는 꿈에 대해 이야기한다. 상호 존중에도 불구하고, 두 사람은 필요하다면 서로를 죽일 것임을 인정한다. 웨인그로는 맥컬리 일당을 제거하는 데 도움을 주기로 반 잔트와 거래한다. 트레호는 로스앤젤레스 경찰국이 자신을 너무 바싹 쫓고 있다고 주장하며 막판에 은행 강도를 그만둔다. 맥컬리는 오랜 동료 돈 브리든을 영입하여 트레호 대신 도주 운전수로 삼고, 일당은 강도를 실행한다.
반 잔트의 동료 휴 베니의 제보를 받은 로스앤젤레스 경찰국은 은행을 나서는 일당을 가로막아 대규모 총격전으로 이어진다. 총격전 도중 시헐리스가 보스코를 죽이고, 브리든과 체리토는 많은 경찰관들과 함께 사살된다. 맥컬리와 시헐리스는 도주하지만, 도주 중에 시헐리스는 카살스에게 심각한 부상을 입는다. 맥컬리는 시헐리스를 의사에게 데려가 치료하고 네이트에게 맡긴다. 트레호가 로스앤젤레스 경찰국에 제보했다고 의심한 맥컬리는 트레호의 집으로 가서 그를 추궁하지만, 치명적인 부상을 입고 아내가 살해당한 것을 발견하는데, 둘 다 웨인그로의 소행이었다. 맥컬리는 트레호의 고통을 끝내주기로 동의하고 그를 죽인다.
맥컬리에게 자신을 죽여달라고 부탁하기 전에 트레호는 웨인그로와 반 잔트가 자신에게 은행 강도 계획을 누설하도록 강요했다고 밝힌다. 맥컬리는 반 잔트의 저택에서 반 잔트를 죽이고, 한나의 팀은 베니를 구금한다. 맥컬리가 웨인그로와 관련되어 있고 웨인그로가 호텔에 숨어 있다는 것을 알게 된 한나는 웨인그로를 미끼로 맥컬리를 유인한다. 맥컬리가 나라를 탈출할 준비를 할 때, 이디는 그의 범죄 신분을 알게 되지만 그와 함께 가기로 동의한다. 탈출하기 전에 시헐리스는 로스앤젤레스 경찰국에 의해 자신을 데려오도록 강요받은 아내 샬린과 화해하려 한다. 시헐리스가 안전 가옥에서 샬린을 만나자, 그녀는 손짓으로 그에게 경고하고 그는 도주한다.
저스틴과 헤어진 한나는 호텔 방에서 자살을 시도한 후 의식을 잃은 로렌을 발견한다. 그는 그녀를 병원으로 급히 데려가 생명을 구한다. 한나는 저스틴과 화해하지만, 둘은 결혼 생활이 결코 성공하지 못할 것이라는 데 동의한다.
맥컬리는 이디와 함께 로스앤젤레스 국제공항으로 가서 개인 제트기를 타고 뉴질랜드로 도피하려 한다. 그러나 네이트가 웨인그로의 위치를 알려주자, 맥컬리는 복수를 위해 평소의 신중함을 버린다. 호텔 경비원인 척하고 화재 경보를 울려 대피시킨 후, 맥컬리는 호텔에 침투하여 웨인그로를 그의 방에서 죽인다. 그러나 맥컬리가 이디에게 돌아갈 때, 그는 한나에게 발견되고 도주한다. 한나는 공항 활주로에서 맥컬리를 추격하고, 둘은 서로를 쫓다가 한나가 맥컬리를 따라잡아 그의 가슴에 총을 쏜다. 한나는 맥컬리가 상처로 죽어갈 때 그의 손을 잡는다.

## 배우
- 알 파치노: 형사 빈센트 해나(Lt. Vincent Hanna)
- 로버트 드 니로: 닐 매콜리(Neil McCauley)
- 발 킬머: 크리스 셜리스(Chris Shiherlis)
- 존 보이트
- 톰 시즈모어
- 애슐리 저드: 샬린 셜리스(Charlene Shiherlis)
- 다이앤 베노라: 저스틴 해나(Justine Hanna)

## 한국판 성우진 (MBC, 1999년 10월 30일)
- 박일 - 빈센트 해나(알 파치노)
- 양지운 - 닐 매콜리(로버트 드 니로)
- 안지환 - 크리스(발 킬머)
- 박영희 - 샬린(애슐리 저드)
- 최덕희 - 저스틴(다이앤 베노라)
- 손원일
- 김용준

## 같이 보기
- 하이스트 영화